# Athanase Cucheval-Clarigny
Athanase Cucheval-Clarigny, né le 1er février 1821 à Calais et mort le 3 novembre 1895 à Maisons-Laffitte, est un économiste, journaliste, historien et bibliothécaire français.

## Biographie
Entré à l'École normale en 1840, agrégé d'histoire-géographie en 1843, archiviste paléographe de l'École royale des chartes en 1846, Athanase Philippe Cucheval-Clarigny est professeur suppléant aux collèges Henri-IV et Louis-le-Grand. Il est successivement rédacteur puis rédacteur en chef du Constitutionnel entre 1845 et 1856. Il est également bibliothécaire à l'École normale supérieure à partir de 1846 et conservateur de la bibliothèque Sainte-Geneviève à partir de 1851. Il est directeur de La Presse de 1864 à 1870.
À la chute de l’Empire, il se confina dans son poste de conservateur de la bibliothèque Sainte-Geneviève qu’il garda jusqu’en 1888, date à laquelle on l’expulsa, comme trop clérical, se contentant de collaborer à divers journaux et publications, notamment au Gaulois et à la Revue des Deux Mondes, où il a publié des études sur l’Angleterre et les États-Unis, et se consacrant d’une façon à peu près exclusive les questions financières et celles de politique internationale. Un instant tenté par la carrière politique, il se présenta plusieurs fois à la députation, mais l'opposition du gouvernement, qui pressentait en lui un adversaire redoutable, le fit échouer.
Il avait été élu, en 1886, membre de l’Académie des sciences morales et politiques, en remplacement d’Adolphe Vuitry. Il était officier de la Légion d’honneur. Il est inhumé au cimetière de Maisons-Laffitte, où Léon Say a prononcé un discours
au nom de l’Académie des sciences morales et politiques.
Son frère, Victor Cucheval-Clarigny, est un universitaire qui a été professeur de rhétorique de Marcel Proust au lycée Condorcet.

## Principales publications
- Histoire de la presse en Angleterre et aux États-Unis, Paris, Amyot, 1857, 551 p., 19 cm (lire en ligne sur Gallica).
- Les Budgets de la guerre et de la marine en France et en Angleterre, 1860.
- Entretien d'un vieux notaire de campagne et d'un cultivateur, au sujet de l'échange des rentes quatre et demi contre du trois pour cent, 1862.
- Considérations sur les banques d'émission, 1864.
- Histoire de la Constitution de 1852, son développement et sa transformation, 1869.
- L'Équilibre européen après la guerre de 1870, 1871.
- Des institutions représentatives et des garanties de la liberté, 1874.
- Lord Beaconsfield et son temps, 1880.
- L'Instruction publique en France, observations sur la situation de l'instruction publique en France et sur les moyens de l'améliorer, 1883.
- Les Finances de l'Italie, de 1866 à 1885, 1885.
- Essai sur l'amortissement et les emprunts d'États, 1886.
- Les Finances de la France, de 1870 à 1891, 1891.

Traduction de l'anglais
- La Perle de l'île d'or de Harriet Beecher Stowe, 1862.